# تخزين سجل التعلم
تعلم تخزين التسجيل (بالإنجليزية: Learning Record Store)‏ هو نظام تخزين البيانات الذي يعمل كمستودع لسجلات التعلم التي تم جمعها من الأنظمة المتصلة حيث يتم تعلم الأنشطة ويؤديها، وهو عنصر أساسي في تدفق العملية التعليمية، يستخدم لتجربة API (xAPI) [2] القياسية من قبل ADL أو مقياس الفرجار من قبل IMS العالمية. ومن المعروف أيضا تجربة API تعرف بـ”Tin Can API” وهو تعلم إلكتروني مفتوح المصدر مواصفاته طورت بعد AICC و SCORM. تعلم تخزين التسجيل هو مفهوم يقود إلى التعلم الإلكتروني في عام 2011، ويقدم تحويل إلى طريق عمل مواصفات التعلم الإلكتروني.

## التاريخ
SCORM قد كانت صناعة مواصفات البرمجيات للتعيلم الإلكتروني للتشغيل البيني من عام 2001 حتى الوقت الحاضر. هيئة إدارة SCORM ، ADL ، أُدركت أن المواصفات لم تكن مواكبة للتطورات في التقنية، وهي بحاجة إلى التحديث. أصدر ADL إعلان وكالة Broad (BAA)  يطلب المساعدة في تحديث مواصفاتSCORM. وقد منحت BAA إلى برنامج Rustici، وكانت النتيجة  لسنة من البحث والتطوير هو مشروع يسمى مشروع Tin Can. والنتيجة النهائية للمشروع كانت لتجربة API جنبا إلى جنب مع مفهوم  LRS.

## نظرة عامة
أنشطة التعلم التي تدعمها xAPI تولد بيانات أو سجلات للتعلم الإلكتروني في شكل "فعلت هذا" أو “تمثيل فعل الفاعل". يتم إرسال هذه البيانات عبرHTTPأو HTTPS إلى LRS . والمهمة الرئيسية ل LRS في تخزين واسترجاع البيانات التي تم إنشاؤها من بيانات API.
يمكن LRS أنتوجد داخل نظام إدارة التعلم التقليدي (LMZ)، أو من تلقاء نفسها. يمكن LRSs الاتصال بيانات المتعلم مع أنظمة أخرى مثل LMSs ، أجهزة الاستشعار، تقنية الهاتف النقال، وغيرها منLRSs، تعرف أنظمة إرسال البيانات إلى LRS باسم «موفري الأنشطة». يمكن أن يكون المتعلمين الفردييين لـLRS الخاصة بهم، أو خزائن البيانات الشخصية، التي يتم تخزين كافة بيانات التعلم الخاصة بهم لسجلاتهم الشخصية.
بيانات xAPI هي يمكنها أن ترسل كميات لـ LRS  في آن واحد. معLMS التقليدية، تبقى بيانات المتعلم مع المنظمة التي تدير LMS. عندما يتم تقديم  LRS ، ويمكن تبادل بيانات التعلم، ويمكن لبيانات التعلم متابعة المتعلم أينما يذهب المتعلم (على سبيل المثال، من وظيفة إلى وظيفة أو من المدرسة إلى المدرسة.)
LRSs توفر القدرة على إنشاء تحليلات متعمقة جدا في التعليم الإلكتروني بسبب كميات كبيرة من لتعلم البيانات التي تسجل وتخزن. تقتصر مواصفات التعلم الإلكتروني التقليدية مثل  SCORM على تخزين نقاط البيانات البسيطة كا نتيجة نهائية، أو أن الدورة قد بدأت أو اكتملت. مع بنية البيانات لسجلات LRS، لديها العديد من لنقاط البيانات التي يمكن الإبلاغ عنها ضدها. التقارير يمكن سحبها على أي عدد من مجموعات من "actor"، "verb" و “object”. ومع ذلك، LRS التي بنيت بدقة لمواصفات API ليس لديها آلية التقارير المضمنة. يجب أن يوفر مسؤول لرس (أو مسؤول نظام LMS الذي يوجد فيهLRS) وسائل للوصول إلى البيانات فيLRS، وبالتالي إنشاء نظام إبلاغ للبيانات.
مثال على LRS للفرجار هو مشروع كاليستو التي نشرتها OpenE.